# زانکت مایشائلیسدون
زانکت مایشائلیسدون (به آلمانی: Sankt Michaelisdonn) یک شهر در آلمان است که در دیمارشن واقع شده‌است. زانکت مایشائلیسدون ۳٬۶۸۰ نفر جمعیت دارد.